# Eupithecia assectata
Eupithecia assectata är en fjärilsart som beskrevs av Karl Dietze 1903. Eupithecia assectata ingår i släktet Eupithecia och familjen mätare. Inga underarter finns listade i Catalogue of Life.